# Darantasia celebensis
Darantasia celebensis là một loài bướm đêm thuộc phân họ Arctiinae, họ Erebidae.